# Rio Mampituba

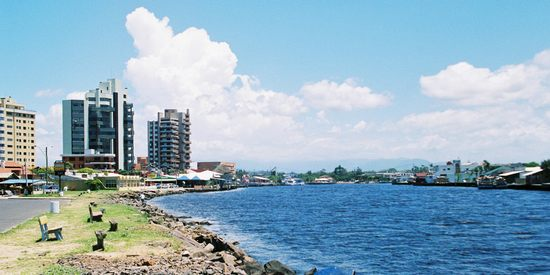
Le Rio Mampituba séparant l'État du Rio Grande do Sul (à gauche) de celui de Santa Catarina (à droite).

Le rio Mampituba est un cours d'eau brésilien qui sépare les États du Rio Grande do Sul et de Santa Catarina, et qui se jette dans l'Océan Atlantique.
C'est une rivière qui, par ses méandres, permet d'agréables promenades en bateau permettant d'apercevoir les municipalités de Torres (Rio Grande do Sul) et de Passo de Torres (Santa Catarina). Ses rives possèdent une abondante végétation native et des manguiers où de nombreux oiseaux viennent nidifier.
L'embouchure du rio Mampituba est protégée de l'envasement par des môles, qui facilitent aussi l'entrée et la sortie des bateaux de pêche.